# ريتشارد مانينغ
ريتشارد مانينغ (بالإنجليزية: Richard Manning)‏ هو كاتب أمريكي، ولد في 7 فبراير 1951 في فلينت في الولايات المتحدة.